# Chlorociboria omnivirens
Chlorociboria omnivirens är en svampart som först beskrevs av Miles Joseph Berkeley, och fick sitt nu gällande namn av J.R. Dixon 1975. Chlorociboria omnivirens ingår i släktet grönskålar, ordningen disksvampar, klassen Leotiomycetes, divisionen sporsäcksvampar och riket svampar.   Inga underarter finns listade i Catalogue of Life.